# Seminolové

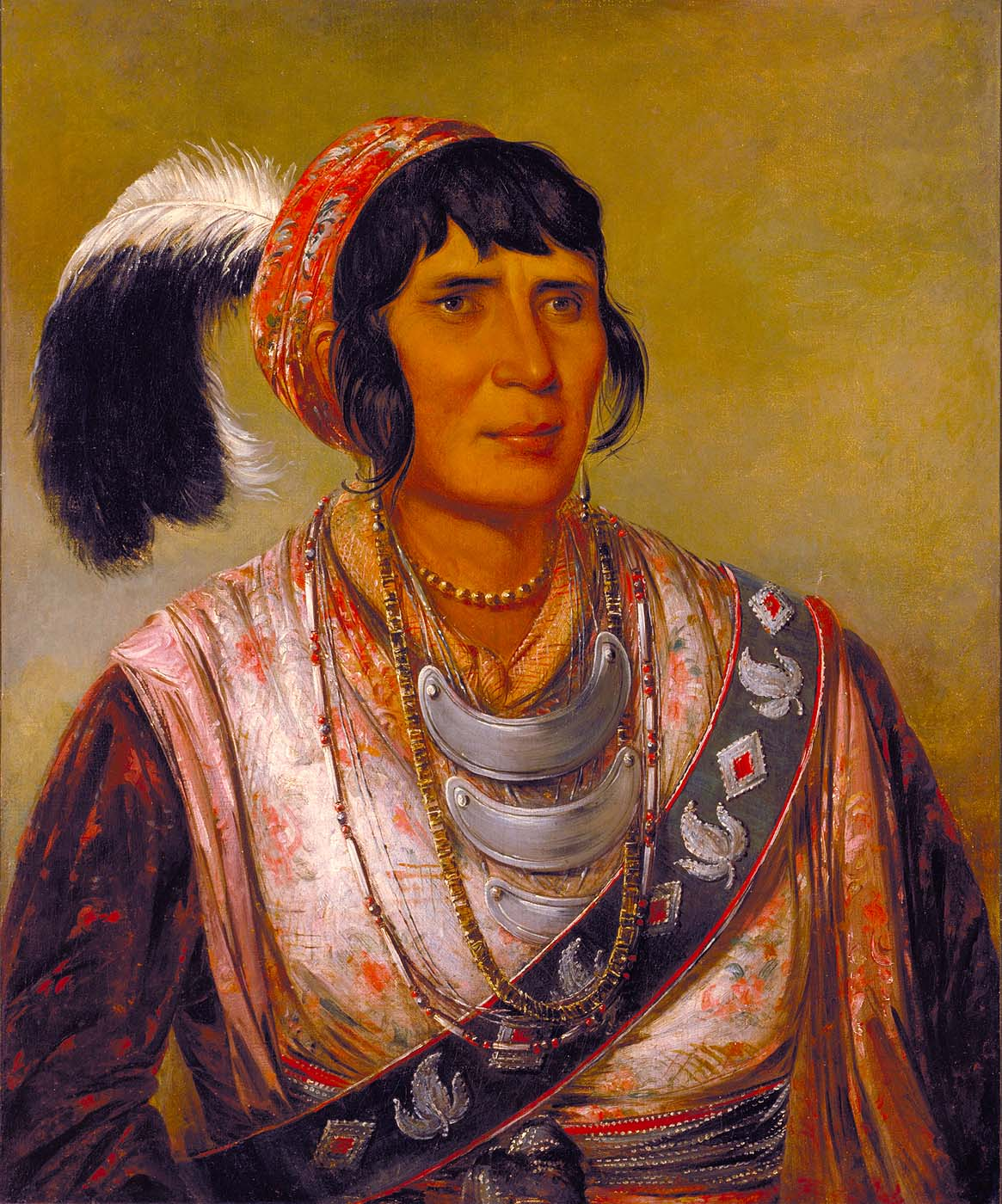
Portrét Osceoly od George Catlina

Seminolové jsou indiánský kmen žijící v USA. V současnosti má asi 12 000 příslušníků, kteří jsou rozděleni do dvou skupin: jedna žije v Oklahomě, druhá na Floridě.

## Historie
Seminolové sami sebe nazývají Kaniuksalgi "Lidé z poloostrova". Pocházejí z části Kríků, která se v průběhu 18. století usadila na tehdy řídce zalidněném poloostrově Florida a asimilovali místní kmeny Timukuů a Kalusů. Byli řazeni mezi tzv. Pět civilizovaných kmenů, vycházeli s bělochy dobře a přejímali mnohé prvky jejich způsobu života. To se změnilo roku 1821, kdy se Florida stala součástí USA. Američané začali zabírat půdu Seminolů a nutit je k vystěhování do indiánského teritoria Oklahoma, což vedlo k sérii tzv. seminolských válek. Těch se zúčastnil také český dobrodruh Čeněk Paclt z Turnova – bojoval jako žoldnéř na straně federální vlády, ale jeho zápisky prozrazují sympatie k Indiánům.
Odboj vedli náčelník Osceola (1804–1838) a medicinman Abiaka. Příslušníci kmene se před pronásledováním uchýlili do močálů Everglades (odtud jejich někdejší pojmenování Bažinní Indiáni) a využívali jejich neprostupného terénu k vedení partyzánské války. Přidali se k nim také uprchlí černí otroci, jejichž potomci tvoří dodnes zvláštní etnickou skupinu Černých Seminolů. Osceola s hrstkou mužů po pět let vzdoroval americké armádě, roku 1837 byl zradou zajat a nedlouho poté zemřel ve vězení v Charlestonu, podle oficiální verze na malárii či angínu, podle Václava Šolce spáchal sebevraždu. Nedlouho před smrtí vznikl jeho nejznámější portrét od George Catlina. Ve čtyřicátých letech 19. století zůstalo na Floridě jen necelých 500 Seminolů, ale náčelník Hóláta Miko (seminolsky Silný aligátor, Američany zván Billy Bowlegs) vedl guerillovou válku proti americké armádě až do roku 1858. Seminolové si dodnes zakládají na tom, že oficiálně nepodepsali kapitulaci. Větší část kmene skončila v Oklahomě, kde se v době občanské války rozdělili na příznivce Unie a Konfederace; ti kteří zůstali na Floridě, živořili v nehostinných oblastech, americké občanství obdrželi až v roce 1934, jejich osud se začal zlepšovat až po 2. světové válce. V roce 1962 se od Seminolů oddělili Mikasukiové a byli uznáni jako samostatný kmen.

## Způsob života

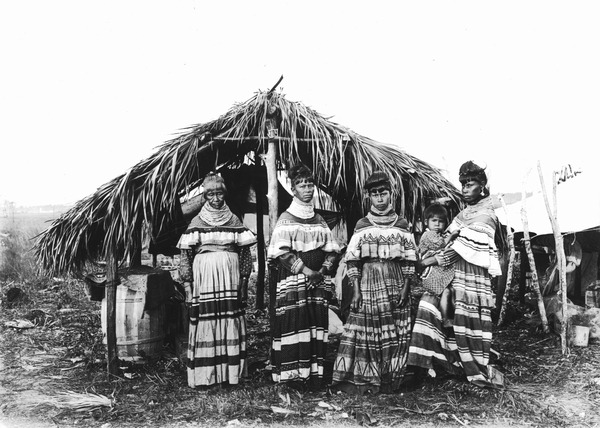
Seminolské ženy v tradičních oděvech, fotografie z roku 1916.

Seminolové se zabývali primitivním pěstováním kukuřice, tvořící základ jejich potravy. Zemědělství doplňovali rybolovem a lovem aligátorů; vynikali v zacházení s lukem. Žili v obydlích nazývaných čikí (chickee), což byly dřevěné plošiny na kůlech kryté palmovým listím. Muži lovili, stavěli obydlí a vyráběli ze dřeva dlabané kanoe, luky, nádoby, ženskou prací bylo košíkářství a šití oděvů, v nouzi vyráběli oděvy sešíváním různobarevných hadříků, a proto bývají označováni za vynálezce patchworku.Jejich náboženství bylo animistické, důležitou roli pri rituálech hrálo pití "černého nápoje", což byl psychoaktivní odvar z cesmíny, ve větších dávkách vyvolávající zvracení. Zvracení však bylo indiány vítáno jako vnitřní očista těla i ducha. Jméno náčelníka Osceoly znamená "Ten, který křičí (po požití) černého nápoje". Nejvýznamenějším obřadem ročního cyklu byla Puskita, slavnost zelené kukuřice, míru a obnovy, konaná v červnu. Dnes je hlavním zdrojem obživy Seminolů v Oklahomě provozování kasin a řetězce Hard Rock Café, na Floridě pracují jako turističtí průvodci v oblasti Everglades.

## Populární kultura
Statečný boj Seminolů za svobodu inspiroval filmy Budda Boettichera Seminolové (1953) či Konrada Petzolda Statečný Osceola (1971, v titulní roli Gojko Mitič) i knihu Dolores Johnsonové Seminolské deníky.